# Yamaha Power Valve System

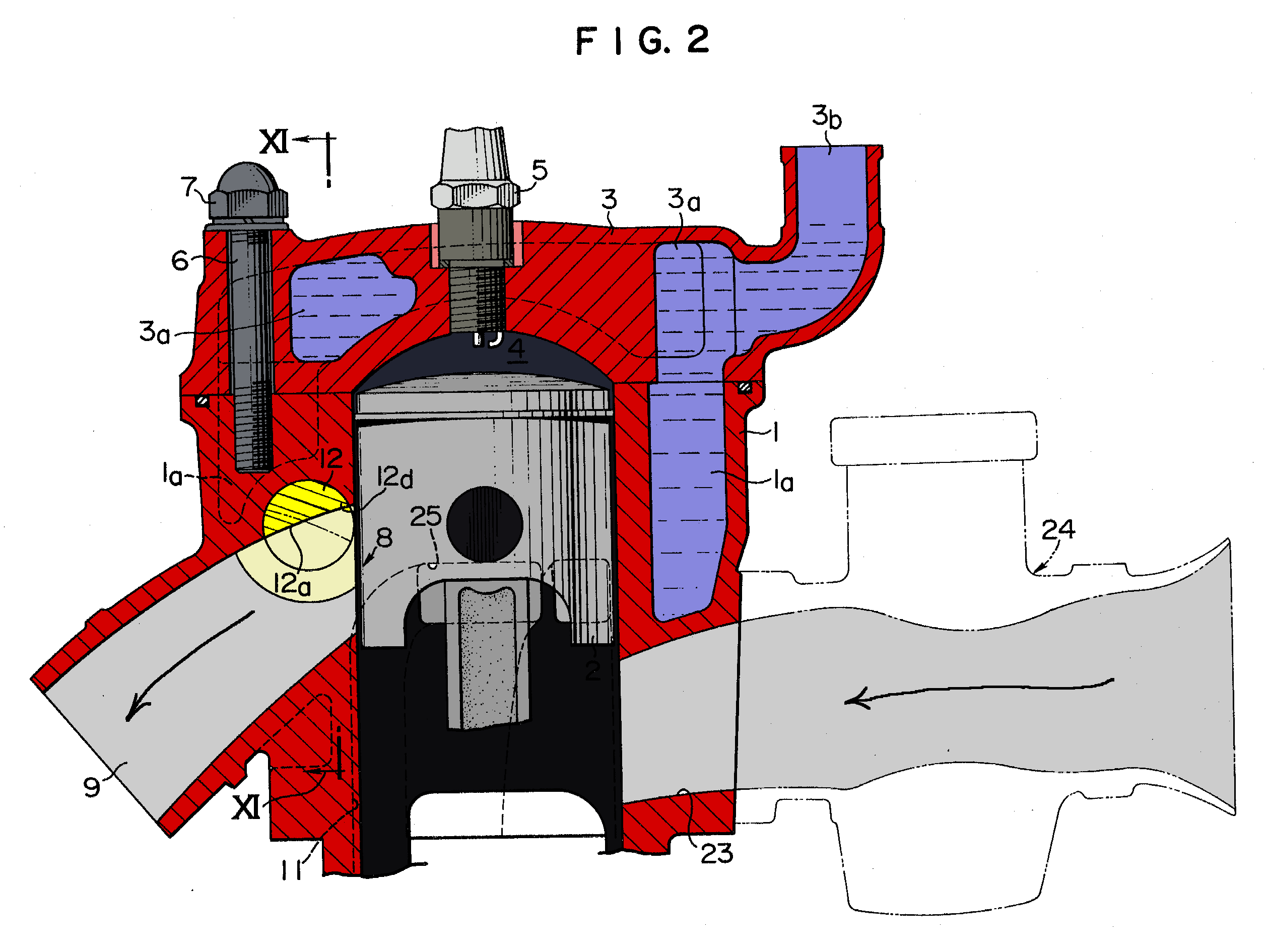
Querschnitt durch einen Motor mit Yamaha Power Valve System. Der Drehschieber über dem Auslasskanal ist in Gelb dargestellt.

Das Yamaha Power Valve System (kurz YPVS), seltener auch Powerwalze (kurz PW), ist ein leistungsförderndes Auslasssteuerungssystem bei Zweitaktmotoren das vom japanischen Motorradhersteller Yamaha Ende der 1970er Jahre entwickelt wurde.

## Entwicklung und Hintergrund

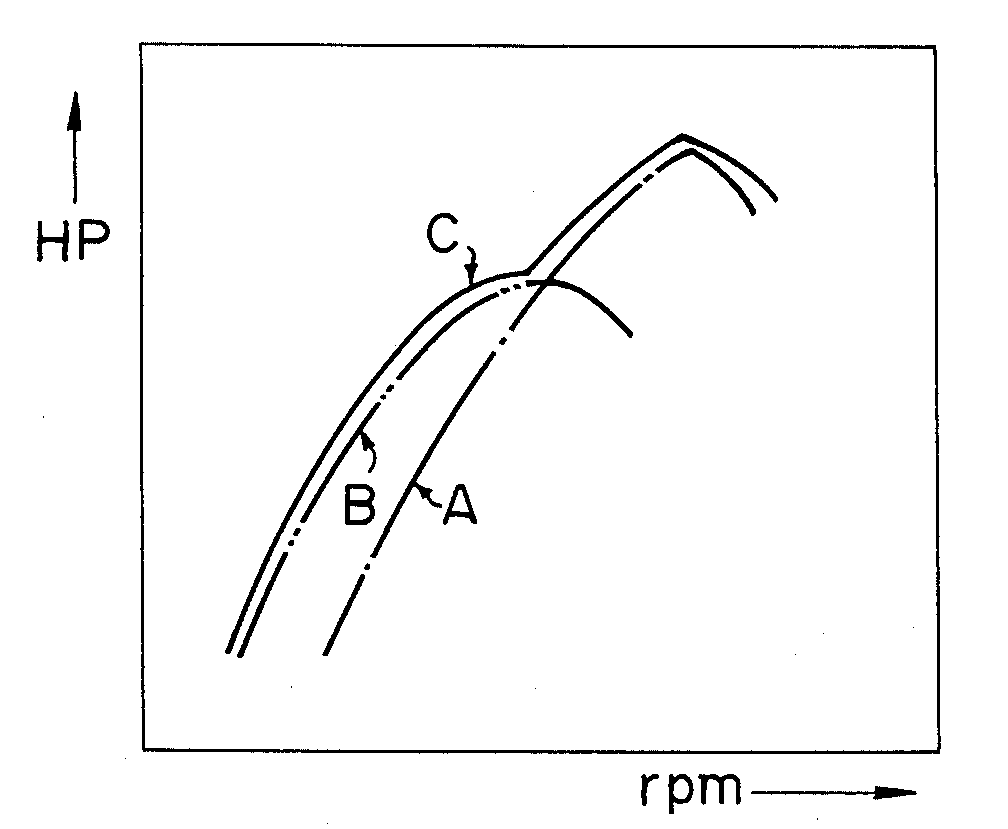
Motorenkennline
A) „scharfe“ Steuerzeiten
B) „zahme“ Steuerzeiten
C) Kennlinie die durch Steuerbare Steuerzeiten erreichbar ist.

1977 wurde das System in der YZR500 beim Lauf zur Motorrad-Weltmeisterschaft erstmals eingesetzt. Generell bringen „scharfe“ Steuerzeiten eine hohe Leistungsausbeute im hohen Drehzahlbereich. Bei niedrigeren Drehzahlen hingegen bedarf es „zahmer“ Steuerzeiten, damit sich  Leistung und Drehmoment entwickeln können. Lange Auslasssteuerzeiten führten bei den leistungsstarken Zweitaktmotoren zu Frischgasverlust bei niedrigen und mittleren Drehzahlen. Dadurch sank der Druck im Auslass stark ab und die Verdichtung reduziert sich. Die Verbrennung des Gemisch war nicht optimal was sich im Wirkungsgrad und Kraftstoffverbrauch negativ bemerkbar machte. Das YPVS sollte bei laufenden Motor auf die Steuerzeiten einwirken und das Drehmoment im unteren und mittleren Bereich anheben. Dies sollte den Motorräder beim Beschleunigen aus Kurven im Rennbetrieb entscheidende Vorteile gegenüber der Konkurrenz verschaffen.

## Funktionsweise
Yamaha verwendete unmittelbar über dem Auslass eine zur Mitte hin konisch zulaufende Walze, die über einen Bowdenzug von einem Elektromotor angetrieben über die Zündung gesteuert wurde. Die Walze hat im Bereich des Auslasskanals eine Aussparung, um den Auslasskanal durch eine Drehbewegung zu vergrößern oder zu verkleinern. So konnten scharfe und zahme Steuerzeiten drehzahlabhängig umgesetzt werden. Am Beispiel der Yamaha RD 350 lässt sich die Leistungssteigerung des Systems gut ablesen. Kam das erste Modell 1980 (RD 350 LC Typ "4LO") auf 36 kW/49 PS erreichte die das Modell mit YPVS (RD 350 LC YPVS Typ "1WW") 46 kW/63 PS. Ohne das YPVS hätte der Motor diese Leistung nur in einem sehr schmalen, in der Fahrpraxis nicht nutzbaren Drehzahlband. Da sich das System beim Starten auf die offene Position stellte, konnte das Arbeiten des Systems durch ein leises Surren wahrgenommen werden. Allerdings produzierte das Mehr an Technik auch einen höheren Wartungsaufwand.

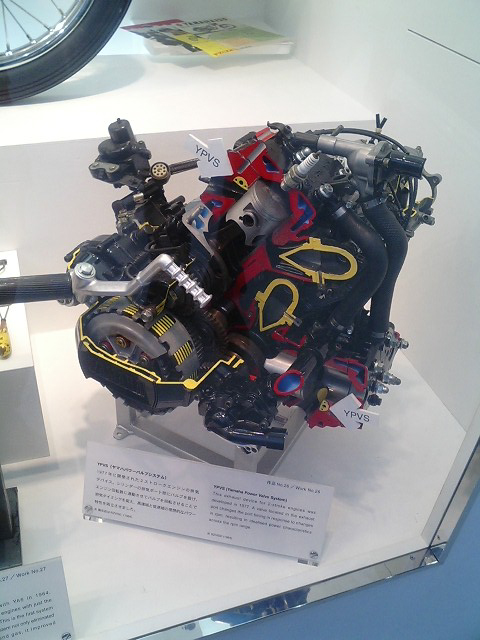
Zweitaktmotor von Yamaha mit dem Power Valve System
Schnitt durch einen Zweitaktmotor von Yamaha mit dem Power Valve System
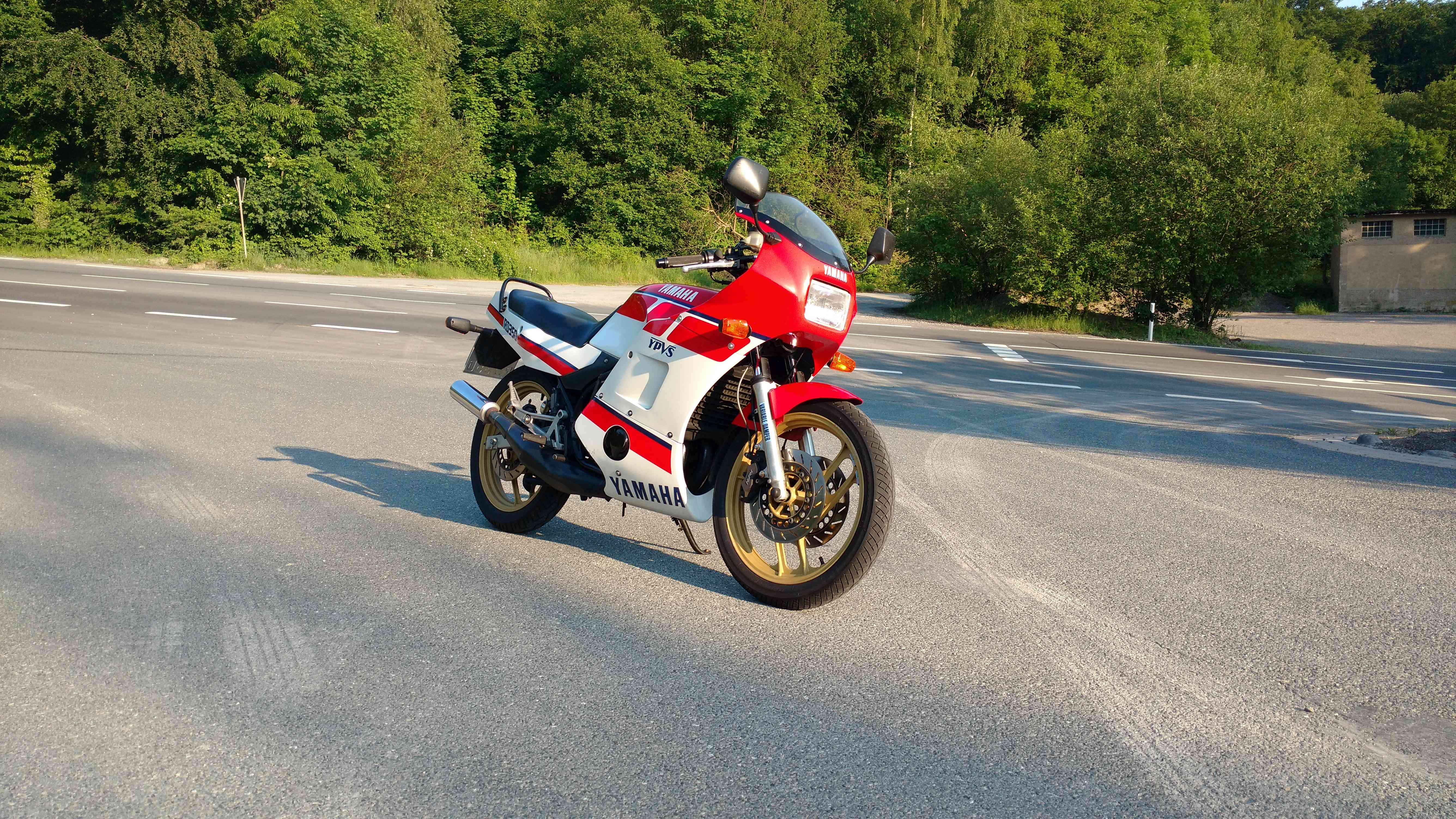
Die sehr erfolgreiche RD 350 mit YPVS
Aufbau eines Zweitaktmotors

### Varianten
In einem frühen Patent war das Ventil noch über einen einfachen Mechanismus mit dem Gasdrehgriff verbunden.
Frühere Patente zeigten noch andere Mechanismen zum Beeinflussen des Auslasskanals.

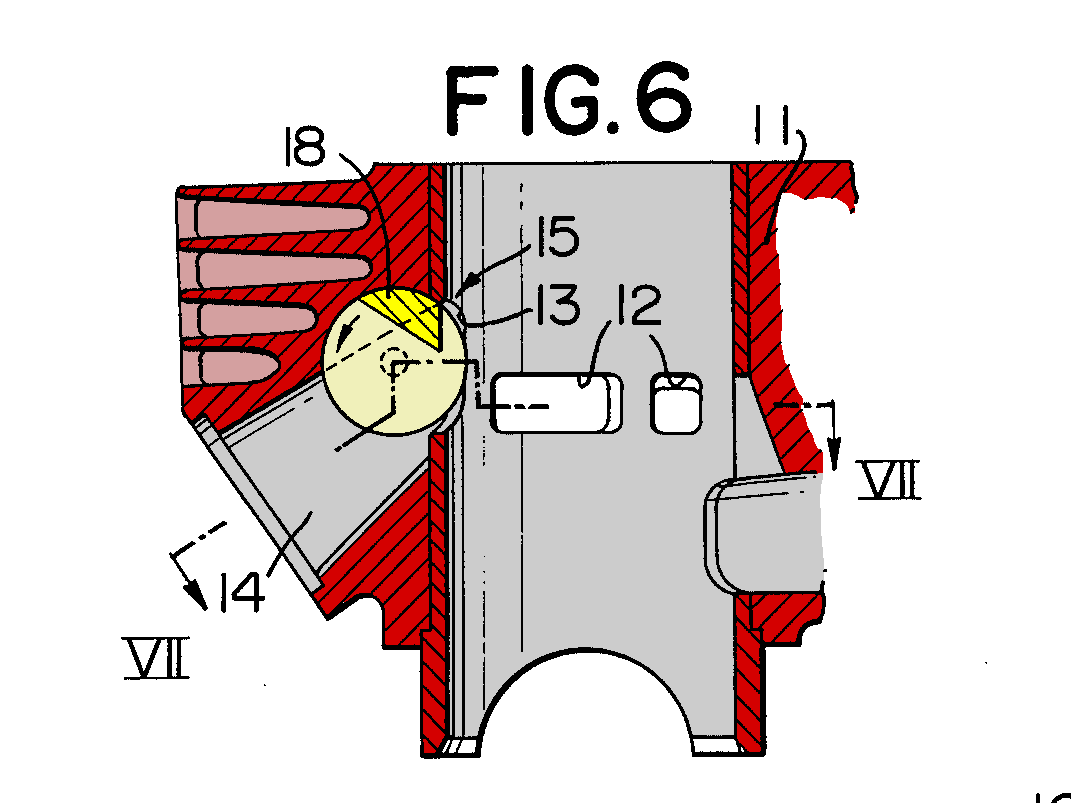
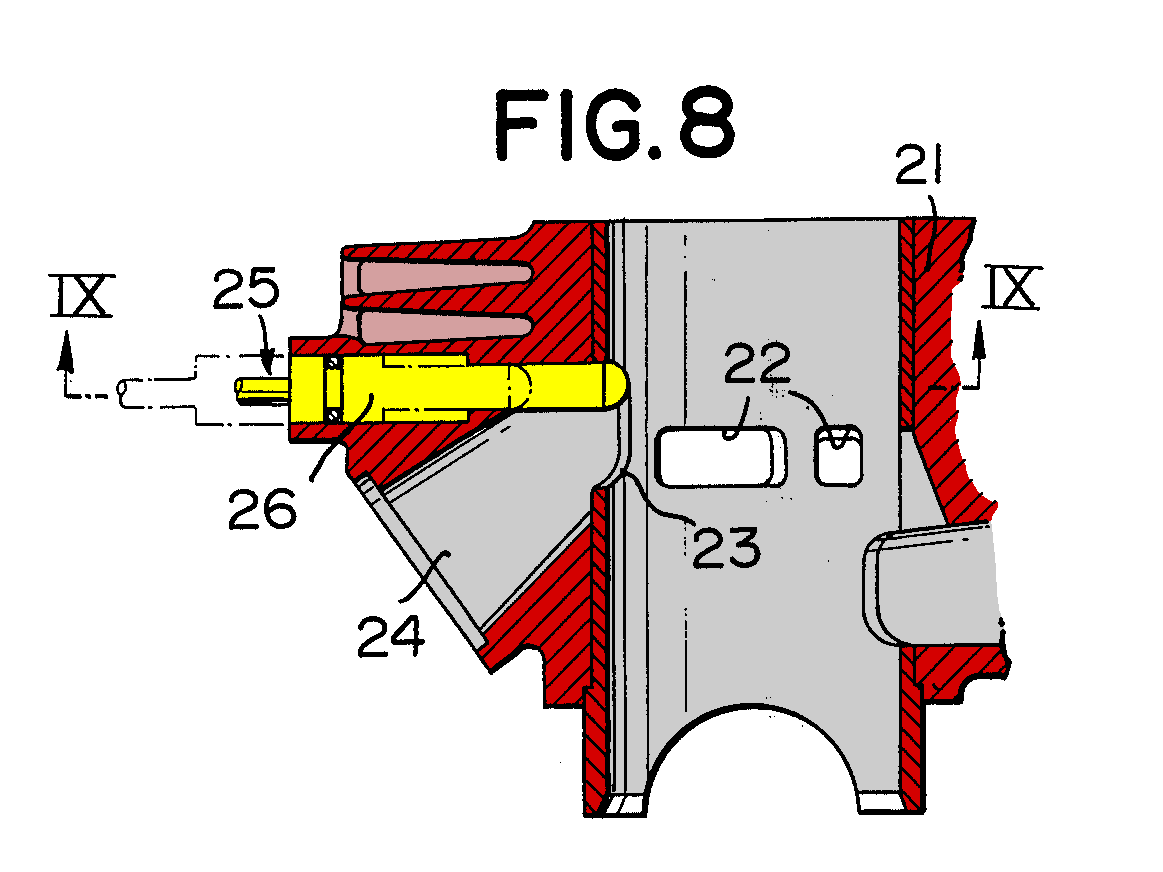

Umsetzung mit einem Drehschieber
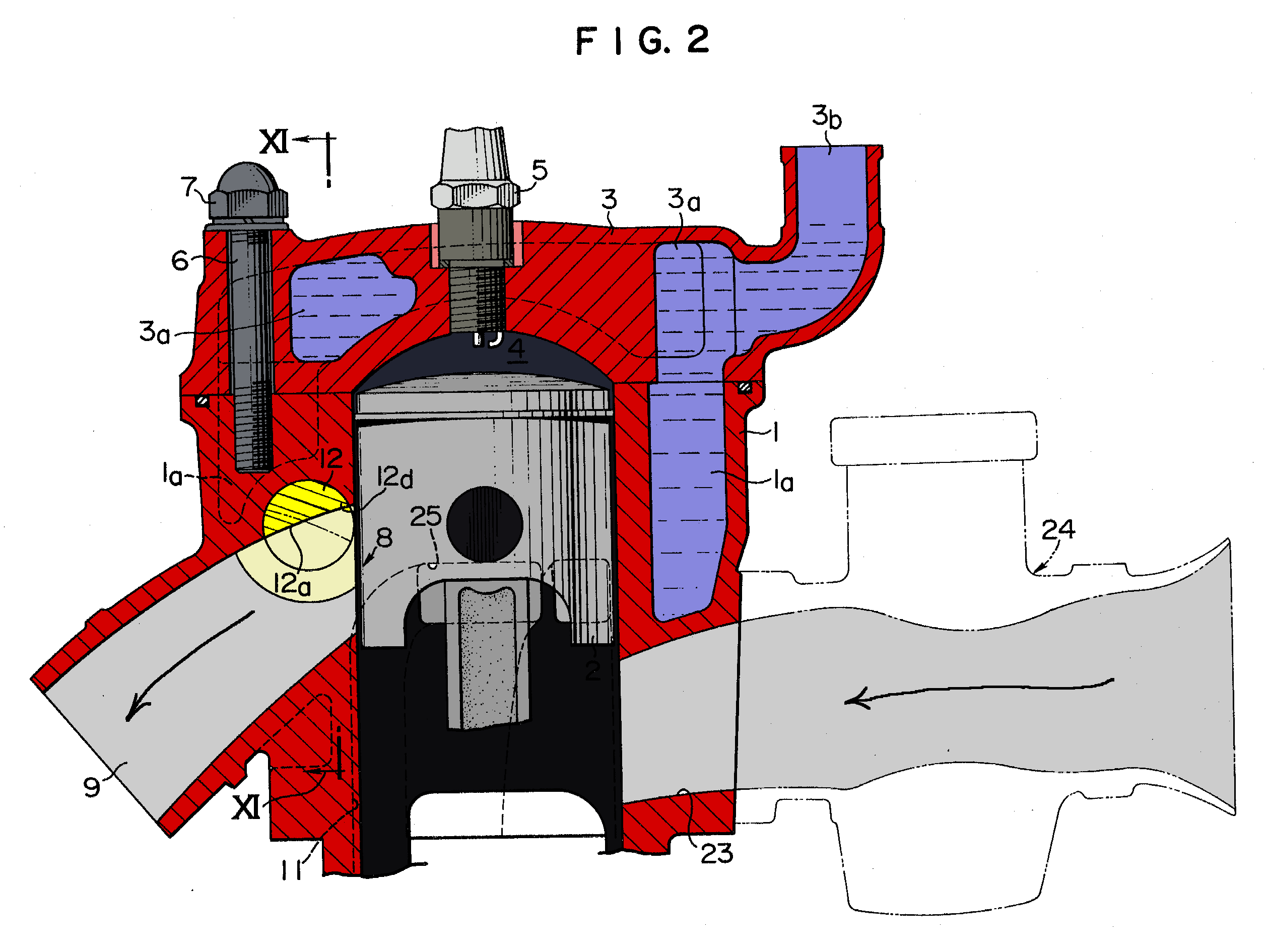
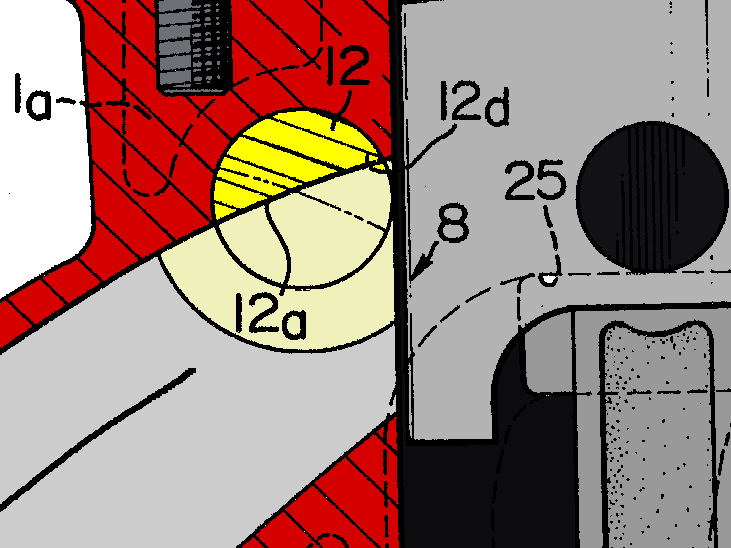
Auslasskanal Vollständig vergrößert
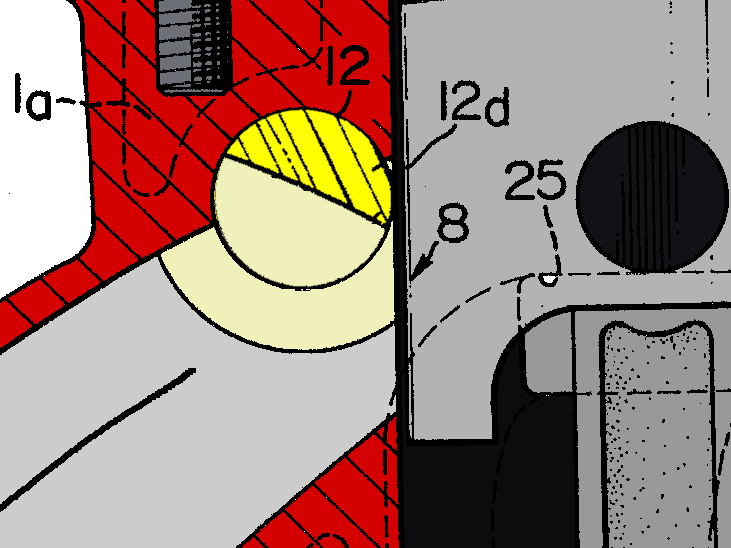
Auslasskanal Vollständig verkleinert

## Steuerungssysteme anderer Hersteller

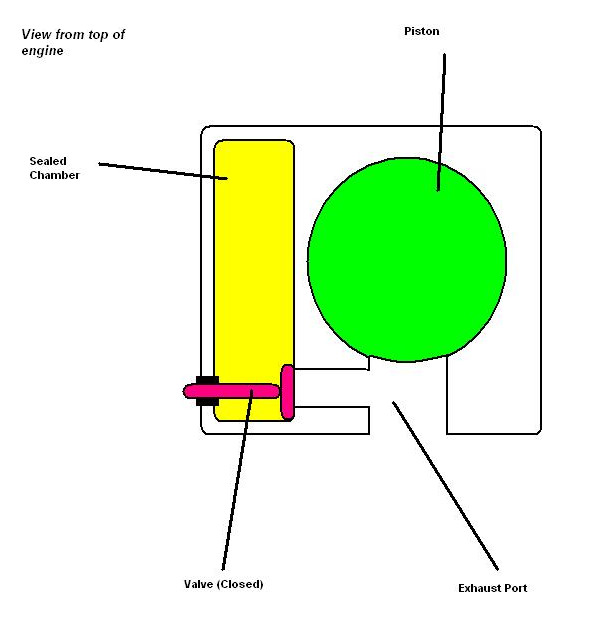
Schematische Darstellung des V-TACS-Systems von Honda

- AETC und Super AETC (Automatic Exhaust Timing Control) des Herstellers Suzuki:
Erstmals 1987 in den Crossern RM 250[4] und in der Weiterentwicklung als Super AETC in den Sportlern wie etwa Suzuki RGV 250 Gamma eingesetzt, variiert hier die Höhe der Auslasskanäle mittels drehzahlabhängig gesteuerter Schieber. Zunächst waren es dieser Zwei, in der Super AETC dann deren Drei.[5]
- ATAC (Automatic Torque Amplification Chamber) des Herstellers Honda:
Hier öffnet ein Ventil unterhalb einer bestimmten Drehzahl im Auspuff eine zusätzliche Resonanzkammer, die für einen Veränderung des Drucks durch Resonanzschwingung im Auslass des Zylinders sorgt. Dies wirkt sich positiv auf die Befüllung des Brennraumes mit frischem Gemisch aus. Das System wurde 1982 erstmals im Motorrad Grand Prix bei der NS 500 verbaut. Zunächst arbeitete das System mechanisch mittels Fliehkraft. Später übernahmen Elektromagnete die über die Zündspannung gesteuert wurden diese Aufgabe. Im Serienbau kam das System ab 1985 in der NS 400 R zum Einsatz.[6]
- V-TACS The (Variable Torque Amplification Chamber System) des Herstellers Honda:
Das ab 1983 in hubraumschwachen Motoren wie dem Roller FC50 verbaute System wurde vom Fahrer über einen Fußhebel betätigt. Über 5500 min−1  konnte über ein Ventil eine zusätzliche Resonanzkammer geöffnet werden, die für mehr Durchzug sorgte. Betätigte der Fahrer es unterhalb dieser Drehzahl sorge die auf das Auspuffsystem abgestimmte Kammer für den gegenteiligen Effekt.[7]
- Honda Power Port Valve des Herstellers Honda:
Das System fand in Wettbewerbsmaschinen wie der Honda CR 250 R Verwendung. Fliehkraftgesteuerte Ventile beeinflussten den Auslasskanal. Auf Grund der vielen Bauteile war es sehr wartungsintensiv und musste nach 7 beziehungsweise 12 Betriebsstunden neu justiert werden und setzte sich im Serienbau nicht durch.[8]
- Honda RC-(Revolution Control) Valve des Herstellers Honda:
Prinzipiell arbeitet das System, welches etwa in der Honda NSR 125 R sehr erfolgreich war, wie das AETC-System mit Schiebern. Diese werden hier jedoch mittels elektrischer Servomotoren gesteuert.[9]
- KIPS (Kawasaki Integrated Power Valve System) des Herstellers Kawasaki:
Das System wurde ab 1984 zunächst in den KX-Modellen eingesetzt. Dabei wurden Hilfsauslässe über Walzen über die Fliehkraft drehzahlabhängig gesteuert. Bei niedrigen Drehzahlen war ein Nebenauslass geschlossen. Der zweite mündete in eine Kammer mit einem Zusatzvolumen. Bei Drehzahlen über 6000 min−1 verschloss die Walze diese Kammer und gleichzeitig öffneten sich beide Hilfsauslässe, was eine bessere Befüllung des Zylinders ermöglichte.[10]